# Ligurië
Ligurië (Italiaans: Liguria) is een aan de kust gelegen regio in het noordwesten van Italië, de op twee na kleinste van de Italiaanse regio's. Het grenst in het westen aan Frankrijk, aan Piëmont in het noorden en in het oosten aan Emilia-Romagna en Toscane. De naam Liguria dateert uit pre-Romeinse tijden.
Ligurië ligt aan de Ligurische Zee (onderdeel van de Middellandse Zee), waarvan de Golf van Genua weer deel uitmaakt. De Ligurische kust of Ligurische Rivièra wordt ten oosten van Genua "Riviera di Levante" genoemd, en ten westen van Genua de "Riviera di Ponente". Het gedeelte van de gemeente Andora tot aan de Franse grens is onder toeristen bekend als de Bloemenrivièra.
De oppervlakte van de regio, 5422 km², neemt ongeveer één vijfenvijftigste (1,8%) van het nationale territorium in beslag. Qua grootte staat de regio op de achttiende plaats, alleen Molise en Valle d'Aosta zijn kleiner. Eind 2013 telde Ligurië krap 1,6 miljoen inwoners, zo'n 2,8% van de totale nationale bevolking.
Ruim de helft hiervan woont in een van de vier provinciehoofdsteden, de andere helft woont hoofdzakelijk in de nabijheid van de kust. Het bergachtige binnenland is dunbevolkt.

## Klimaat
De Ligurische kust heeft een mild zeeklimaat, indien het vergeleken wordt met het half-continentale klimaat op de Povlakte, slechts tientallen kilometers naar het noorden. In januari wordt in Genua een gemiddelde temperatuur van zo'n 8-10 °C gemeten - veelal zonder vorst, die alleen kan optreden in het bergachtige binnenland van de regio. In de zomer komt de temperatuur op zo'n 24-25 °C uit.
Regenval kan soms overvloedig zijn; bergen dicht in de buurt van de kust geven vaak een wolkvormend effect. Steden als Genua en La Spezia hebben jaarlijks zo´n 1000 mm regen. Andere gebieden vertonen de normale waarden in het Middellandse Zeegebied (500–800 mm).

## Bezienswaardigheden
- Bezienswaardige plaatsen van de regio zijn: Genua, de dorpen van de Cinque Terre, Albenga, Camogli, Sestri Levante, Noli, San Remo en Portofino.
- De belangrijkste Ligurische natuurgebieden zijn: Cinque Terre, het schiereiland van Portofino, de Ligurische Alpen en het karstlandschap rond de plaats Finale Ligure.

## Provincies en belangrijke steden
|  | Provincie/metropolitane stad | Afkorting | Hoofdstad | Belangrijke plaatsen              |  |
|  | Genua                        | GE        | Genua     | Chiavari, Rapallo, Sestri Levante |  |
|  | Imperia                      | IM        | Imperia   | San Remo, Ventimiglia             |  |
|  | La Spezia                    | SP        | La Spezia | Sarzana                           |  |
|  | Savona                       | SV        | Savona    | Albenga                           |  |

## Afkomstig uit Ligurië
- Giuliano della Rovere  (1443-1513), als paus Julius II
- Andrea Doria (1466-1560), admiraal
- Sandro Pertini (1896-1990), socialistisch politicus
- Rina Ketty (1911-1996), zangeres

## Galerij

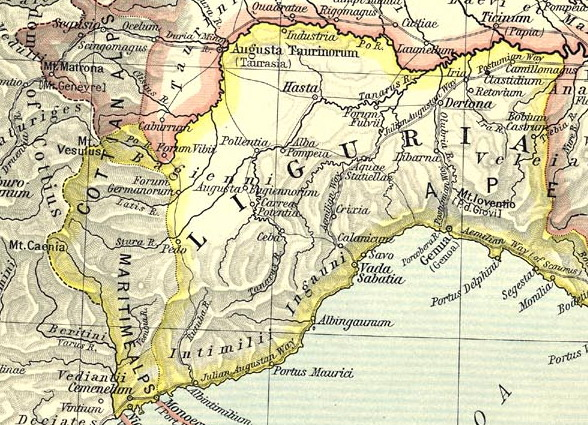
Romeins Ligurië
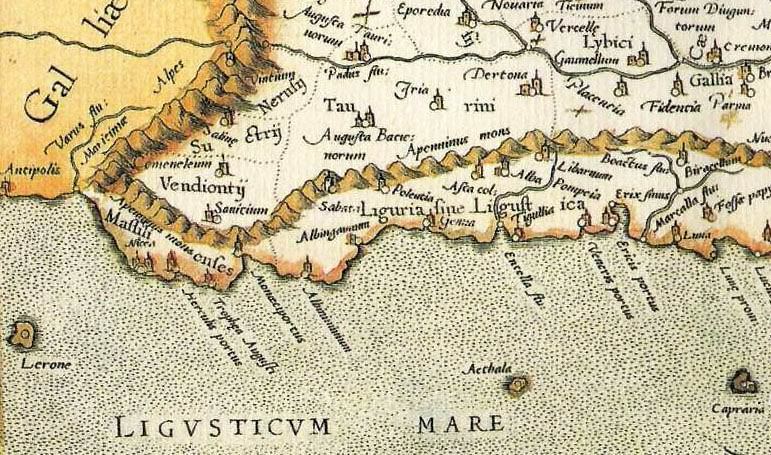
Oude Ligurië (1576)
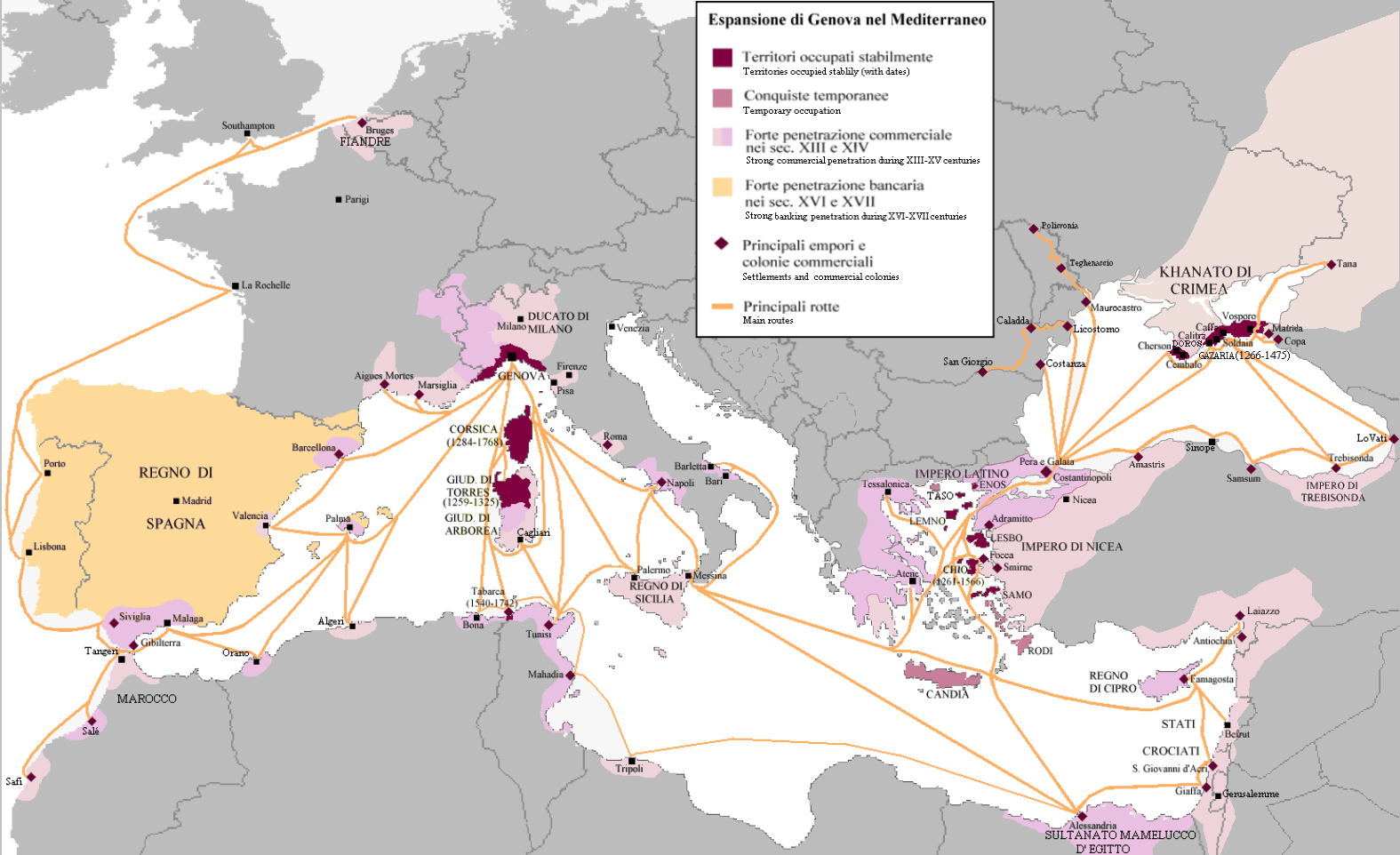
Republiek Genua
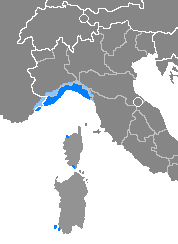
Ligurisch (Romaanse taal)

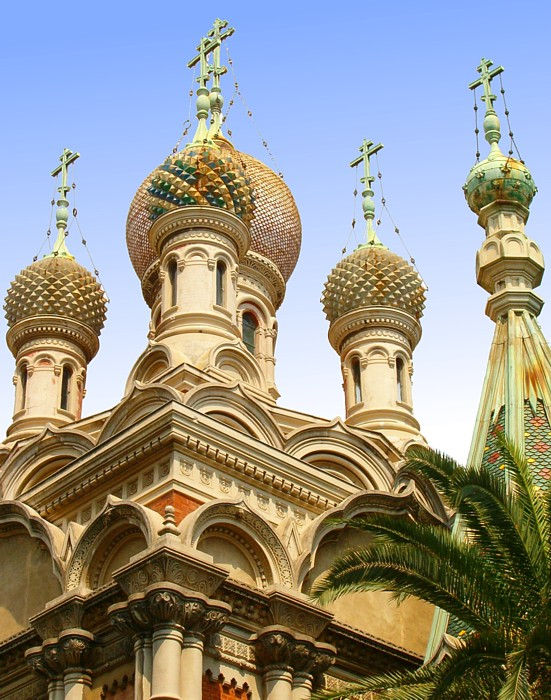
Oosters-orthodoxe kerk Cristo Salvatore in San Remo
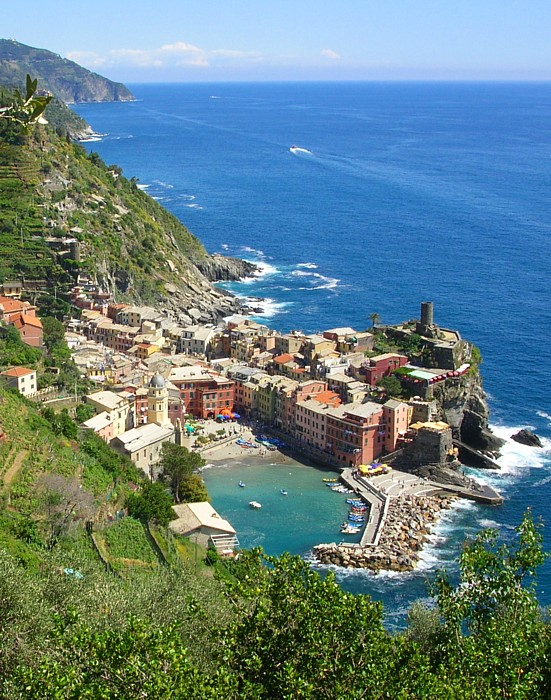
Cinque Terre
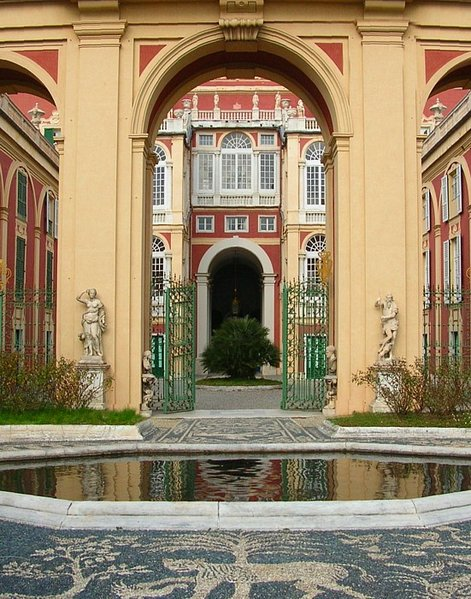
Palazzo Reale in Genua
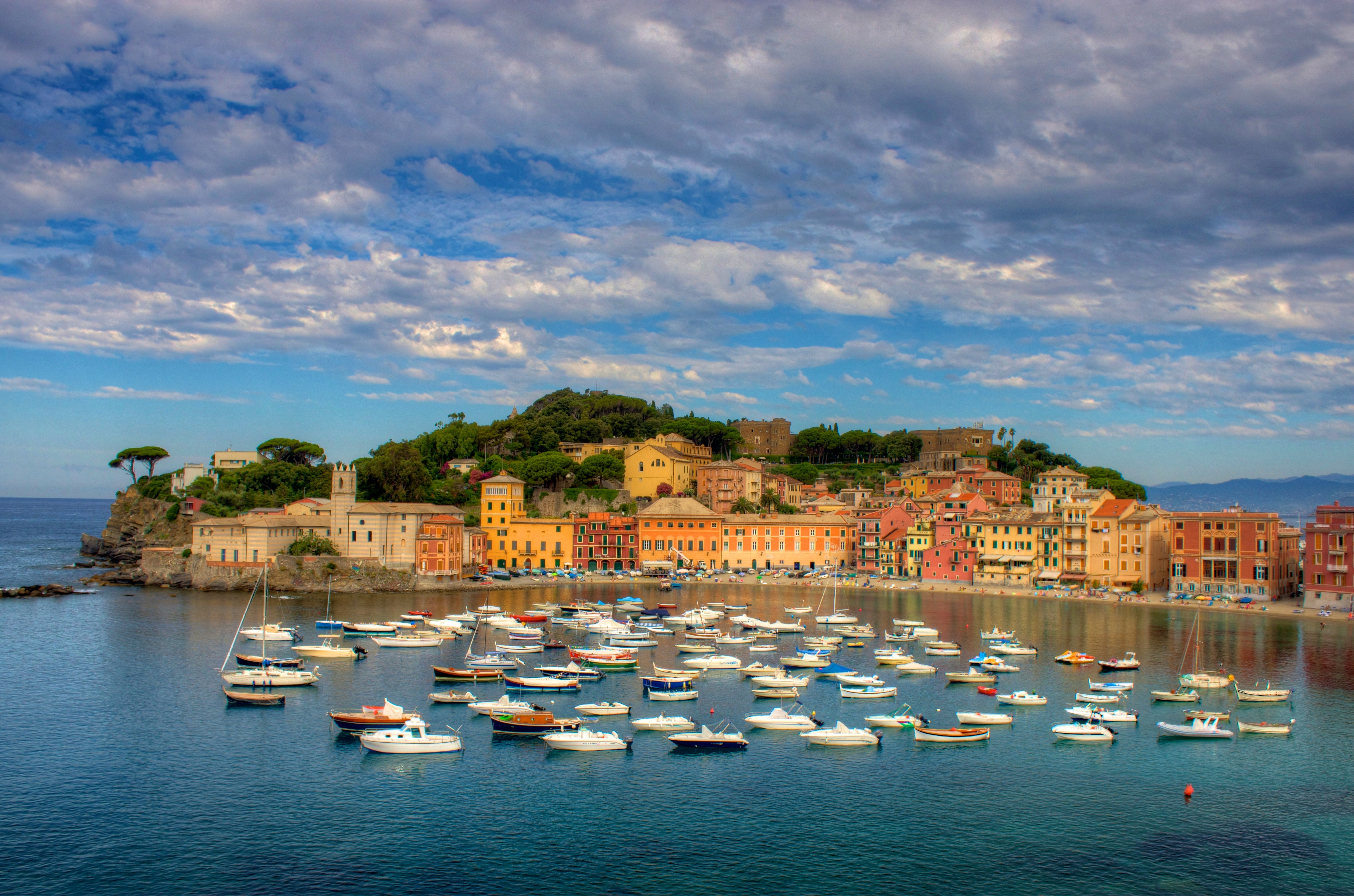
Baia del Silenzio in Sestri Levante